# 刘少昂
刘少昂（1998年3月13日—），匈牙利出生的中国短道速滑选手。

## 生平
2006年开始从事短道速滑运动，并在中国接受过一年的训练。2018年代表匈牙利参加了冬季奥林匹克运动会。
2022年11月，刘少林、刘少昂兄弟提出变更国籍申请，随后得到匈牙利滑冰协会同意，但须支付赔偿金，且12个月内不得参加国际滑联比赛。刘氏兄弟的母亲表示，二人将加入中国籍。12月20日，匈牙利滑冰协会发表声明称，同意短道速滑运动员刘少林、刘少昂提出的更改国籍的请求，并放弃之前提出的索赔。
2023年1月，有媒体报道称刘氏兄弟已经加入中国国籍。3月，根据天津冬季和水上运动管理中心主任张仲权介绍，刘氏兄弟已在天津正式办理了国籍和户籍手续，并加入天津队。4月2日，在全国短道速滑冠军赛男子1000米决赛中，刘少昂以1分26秒082的成绩获得冠军，这是他入籍中国后的首个冠军。

## 家庭
父亲是中国人，母亲是匈牙利人，哥哥刘少林同為短道速滑選手。